# جولي كرستي
جولي كرستي (بالإنجليزية: Julie Christie)‏؛ ممثلة إنجليزية، من مواليد 14 أبريل 1941، فائزة بجائزة أكاديمية كأفضل ممثلة عام 1965 عن دورها في فيلم العزيز، كما حصلت بنفس الدور على جائزة الأكاديمية البريطانية لفنون الفيلم والتلفزيون 1965 كأفضل ممثلة في دور رئيسي. شاركت عمر الشريف بطولة فيلم دكتور جيفاغو في دور لارا عشيقة دكتور جيفاغو.

## نشأتها
وُلدت كرستي في 14 أبريل عام 1940 في سينغليغان تي إستيت في تشابوا بالهند البريطانية. تمتلك شقيقًا أصغر سنًا يُدعى كليف، وأختًا غير شقيقة أكبر منها (تُوفيت) تُدعى جون من علاقة والدها بامرأة هندية عملت قاطفة للشاي في مزرعتهم. انفصل والداها عندما كانت طفلة.
عُمّدت في كنيسة إنجلترا، ودرست في مدرسة دير السيدة العذراء الداخلية في سانت ليوناردز أون سي شرق ساسكس، بعد طردها من مدرسة أخرى للدير لقولها نكتة غير لائقة انتشرت بشكل أكبر مما كان متوقعًا في الأصل. التحقت بمدرسة ويكومب في هاي ويكومب بعد أن طُلب منها مغادرة دير السيدة العذراء أيضًا. أمضت كرستي بعض الوقت مع والدتها في ريف ويلز بعد طلاق والديها.

## حياتها المهنية
ظهرت كرستي على المسرح بشكل احترافي لأول مرة عام 1957، وكانت أدوارها الأولى على شاشات التلفزيون البريطاني. كان دورها الأول الذي جذب الانتباه إليها في مسلسل بي بي سي إيه فور أندروميدا (1961). نافست على أداء دور هوني رايدر في فيلم جيمس بوند الأول دكتور نو، ولكن المنتج ألبرت بروكولي رأى أن ثدييها صغيران للغاية ولا تصلح لأداء ذلك الدور.
ظهرت كرستي في عملين كوميديين: كروكس أنونيمس وذا فاست ليدي (كلاهما عام 1962). كان دورها المذهل بشخصية ليز، وهي الصديقة المحببة لشخصية توم كورتيناي في بيلي ليار (1963)، الذي حصلت من خلاله على جائزة الأكاديمية البريطانية للأفلام. طلب المخرج جون شليسنجر كرستي بعد أن انسحبت الممثلة توبسي جين من الفيلم. ظهرت كرستي في دور ديزي باتلز في فيلم يونغ كاسيدي (1965)، الذي عرض سيرة الكاتب المسرحي الأيرلندي سيان أوكيسي.
أدى دورها بشخصية عارضة غير أخلاقية في فيلم دارلينغ (حبيبتي) (1965 أيضًا) إلى اكتسابها شهرة عالمية. أخرج شليسنجر الفيلم وشاركها في البطولة ديرك بوجاردي ولورنس هارفي. حصلت على جائزة الأوسكار لأفضل ممثلة، وجائزة الأكاديمية البريطانية للأفلام لأفضل ممثلة بريطانية في دور أساسي.
أدت كرستي دور لارا أنتيبوفا، في فيلم دكتور جيفاغو (1965 أيضًا) للمخرج ديفيد لين، المقتبس من رواية ملحمية رومانسية لبوريس باسترناك، واشتهرت بهذه الشخصية. حقق الفيلم نجاحًا كبيرًا في شباك التذاكر. اعتبر فيلم دكتور جيفاغو منذ عام 2019 الفيلم التاسع في قائمة الأفلام الأكثر ربحًا. ذكرت مجلة الحياة أن عام 1965 كان «عام جولي كرستي».

## حياتها الشخصية
تزوجت كرستي بالصحفي دونكان كامبل، وعاشا معًا منذ عام 1979، ولا يزال تاريخ زواجهما موضع خلاف. ذكرت العديد من وسائل الإعلام في يناير عام 2008 أن الزوجين تزوجا سرًا في الهند قبل شهرين في نوفمبر عام 2007، ووصفت كرستي تلك الاخبار بالهراء قائلةً: «لقد تزوجت منذ بضع سنوات. لا تصدقوا كل ما تكتبه الصحف».
واعدت كرستي في أوائل عام 1960 الممثل تيرينس ستامب. خُطبت لدون بيسانت، فنان الطباعة الحجرية ومدرّس الفنون، في عام 1965، قبل مواعدتها الممثل وارن بيتي لعدة سنوات.
تبنى مستشاروها في أواخر ستينيات القرن الماضي خطة معقدة للغاية في محاولة للحد من التزامها الضريبي، ما أدى إلى ملاحقتها قضائيًا. حكم القاضي تيمبلمان جاي (الذي أصبح في ما بعد لورد تيمبلمان) في القضية، وقد أصدر حكمًا لصالح الإيرادات الداخلية وقال إن مخططهم لم يكن ناجحًا.
كانت ناشطة في العديد من القضايا مثل حقوق الحيوان وحماية البيئة وحركة مناهضة الأسلحة النووية، وكانت راعية لحملة للتضامن مع فلسطين، بالإضافة إلى جمعية خيرية هدفت لمساعدة مرضى متلازمة التعب المزمن.

## وصلات خارجية
عامة
- جولي كرستي على موقع IMDb (الإنجليزية)
- جولي كرستي على موقع ميتاكريتيك (الإنجليزية)
- جولي كرستي على موقع الموسوعة البريطانية (الإنجليزية)
- جولي كرستي على موقع روتن توميتوز (الإنجليزية)
- جولي كرستي على موقع مونزينجر (الألمانية)
- جولي كرستي على موقع قاعدة بيانات الأفلام العربية
- جولي كرستي على موقع ألو سيني (الفرنسية)
- جولي كرستي على موقع ميوزك برينز (الإنجليزية)
- جولي كرستي على موقع تيرنر كلاسيك موفيز (الإنجليزية)
- جولي كرستي على موقع أول موفي (الإنجليزية)
- Julie Christie biography and filmography في موقع شاشة الإنترنت [الإنجليزية]‏ التابع لمعهد الفيلم البريطاني

مقابلات
- Oscar winner and nominee Julie Christie talks about getting older نسخة محفوظة 17 مايو 2011 على موقع واي باك مشين.
- "Playing a part against injustice: interview with Julie Christie"